# Stanisław Szereda

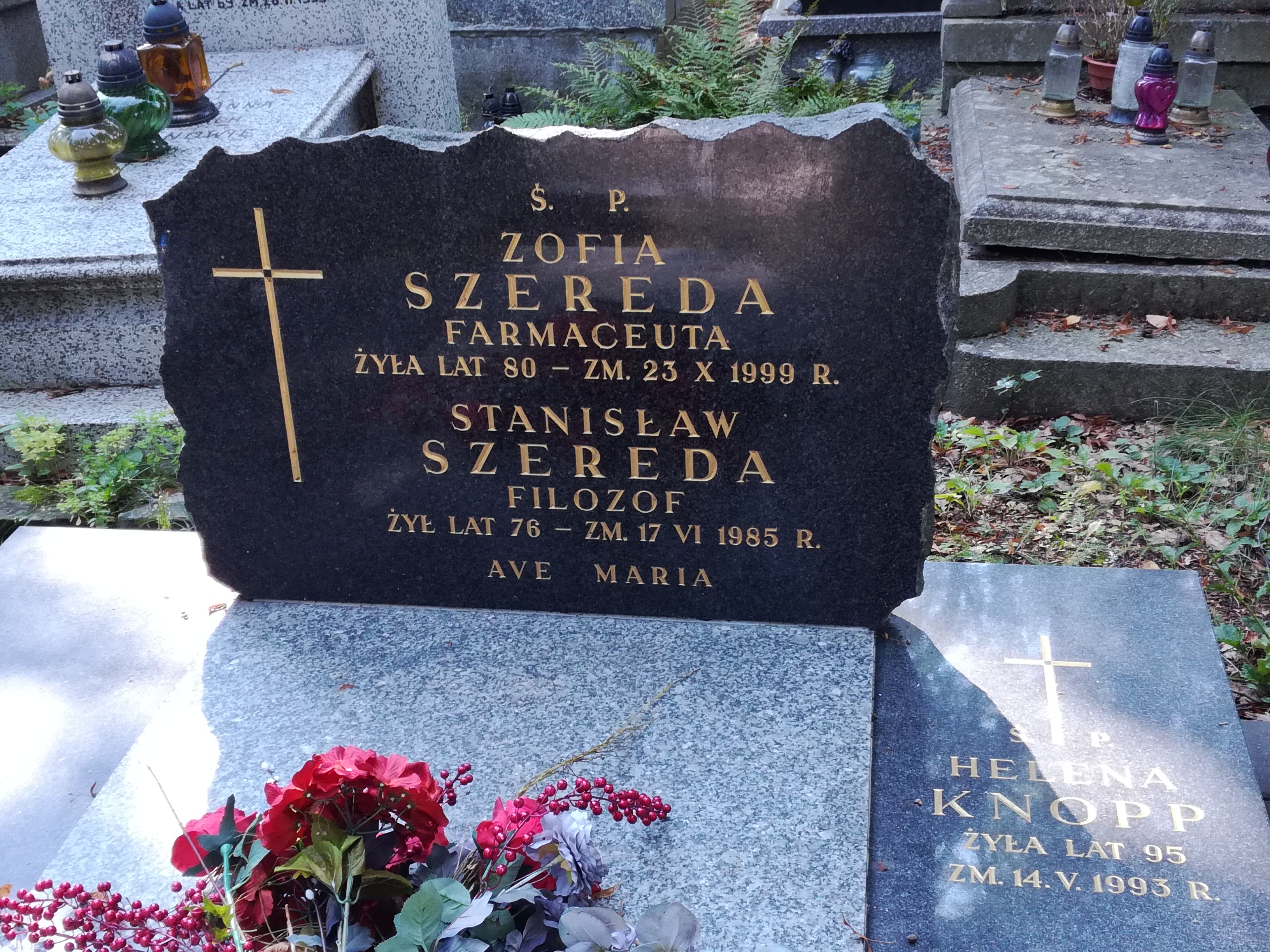
Grób Stanisława Szeredy na Starym Cmentarzu w Łodzi

Stanisław Szereda (ur. 21 kwietnia 1909 w Szczytnikach koło Kalisza, zm. 17 czerwca 1985 w Łodzi) – polski bibliotekarz, politolog.

## Życiorys
W 1929 ukończył Gimnazjum im. Adama Asnyka w Kaliszu. W tym samym roku zaczął pracę w sądownictwie. W 1938 ukończył studia filozoficzne na Uniwersytecie Poznańskim, już od października 1937 pracując w charakterze asystenta w Katedrze Filozofii tej uczelni. W latach okupacji zatrudniony był w Archiwum Państwowym w Poznaniu, po wojnie (do 1951) ponownie na Uniwersytecie Poznańskim. W 1951 przeszedł do pracy w Bibliotece Głównej Uniwersytetu w Poznaniu, skąd po siedmiu latach przeniósł się do Biblioteki Uniwersyteckiej w Łodzi.
W 1961 pod kierunkiem Aleksandra Birkenmajera uzyskał doktorat na Uniwersytecie Warszawskim (rozprawa Zagadnienie sieci bibliotecznej uniwersytetu). W Łodzi doszedł do stanowiska starszego kustosza dyplomowanego, pracował w Dziale Udostępniania Zbiorów (był jego kierownikiem), zajmował się porządkowaniem kolekcji rękopisów, a od 1964 kierował Biblioteką Socjologiczną uczelni. Od 1969 wykładał w Międzywydziałowym Studium Nauk Politycznych. 1 października 1977 odszedł na emeryturę.
Prowadził zajęcia oraz publikował artykuły z zakresu bibliotekoznawstwa. W Słowniku pracowników książki polskiej pod redakcją Ireny Treichel (1972) ogłosił biogramy Oswalda Balzera, Hilarego Gostkiewicza, Stanisława Górki. Był odznaczony m.in. Złotym Krzyżem Zasługi oraz Krzyżem Kawalerskim Orderu Odrodzenia Polski.
Zmarł 17 czerwca 1985 w Łodzi. Został pochowany na Starym Cmentarzu w Łodzi.